# Nefrektomia

Diagram przedstawiający widok sprzed i po radykalnej nefrektomii

Nefrektomia – chirurgiczne usunięcie nerki. 
Wskazaniami do tego zabiegu mogą być m.in. nowotwór złośliwy nerki, zaburzenie funkcji nerki w wyniku upośledzenia ukrwienia – niedokrwienie lub zawał nerki, ciężkie nadciśnienie naczyniowonerkowe, ciężkie wodonercze (np. w przebiegu uropatii zaporowej w kamicy nerkowej) oraz roponercze, a także, rzadziej w ostatnich latach, gruźlica nerki. Wykonywana również w celu pobrania narządu do transplantacji.
Jeśli druga nerka jest zdrowa, nefrektomia nie powoduje zaburzeń w produkcji moczu i nie upośledza sprawności fizycznej chorego.
Operacja może być wykonywana z dostępu przezotrzewnowego jak i lędźwiowego (pozaotrzewnowego).

## Nefrektomia oszczędzająca
Polega na usunięciu guza nerki i pozostawieniu zdrowej części nerki. Ten rodzaj zabiegu wykonywany jest w przypadkach niewielkich guzów nerki (poniżej 4 cm) zlokalizowanych w górnym lub dolnym biegunie nerki, lub jeśli istnieją wskazania do zachowania części nerki, takie jak agenezja lub aplazja drugiej nerki, obustronny guz nerki, upośledzenie czynności drugiej nerki.

## Nefrektomia radykalna
To standardowa procedura w przypadku operacji onkologicznych, polegająca na usunięciu nerki wraz z torebką tłuszczową, powięzią nerki, nadnerczem i okolicznymi (zwanymi także regionalnymi) węzłami chłonnymi i moczowodem.
Przeprowadzana również u dawców nerek (zmarłych oraz żywych).

## Nefrektomia laparoskopowa
Jest wykonywana najczęściej w zabiegach nefrektomii odbywających się ze wskazań innych niż onkologiczne.